# 小林博美
小林 博美（こばやし ひろみ、1月26日 - ）は、日本の漫画家。山梨県出身。

## 来歴
1980年、小学館の女性誌『プチコミック』8月号にて「明日への季節」でデビュー。以降同誌や同社発行の女性誌にて2006年頃まで執筆活動をしていた。また、2002年頃より宙出版の『ハーモニィ』誌（現在休刊）でオリジナル作品や海外の小説を元にしたコミカライズ作品などを発表している。2010年頃からハーレクイン社（現・ハーパーコリンズ・ジャパン社）の『ハーレクイン』誌にて海外の小説をもとにしたコミカライズ作品を執筆。2021年現在、同社を中心に執筆活動を行なっている。
作品に小学館発行「キャッチ！愛」「緋のエンブレム」、またエリカ・スピンドラー原作で原画を担当し1998年から約2年間『女性セブン』にて連載され、2001年10月から12月にかけてフジテレビ系列にて昼ドラとして放映された『レッド』（全64話）などがある。

## 作品リスト
※巻数表示のないものは単巻。

### 小学館発行分
- 明日への季節　※1 新装版タイトルは『パティシエール』
- 風の曲がり角　※1 新装版タイトルは『パティシエール』
- ミモザ通りへ　※1 新装版タイトルは『千の夜を紡いで』
- タンポポの綿毛がいい　※1 収録は旧『キャッチ！愛2』
- ローズマリー’88　※1 新装版タイトルは『オニキスに口づけを』
- ある日風のように　※1 収録は旧『マルガリータをもう一杯』
- ここにおいでよ　※1 新装版タイトルは『胸騒ぎ天動説(2)』
- お菓子ちゃうから 全2巻 ※1
- 僕の中の緑の草原　※1 収録は旧『お菓子ちゃうから(1)』
- Do!しましょう　※1 新装版タイトルは『恋のおくすり』
- 夜の雪がやさしい　※1 収録は旧『お菓子ちゃうから(2)』
- 週休2日の胸騒ぎ　※1 新装版タイトルは『お菓子ちゃうから』
- ハートの特等席　※1 新装版タイトルは『恋のおくすり』
- 会えない時間を抱きしめて　※1 新装版タイトルは『オニキスに口づけを』
- 時限爆弾の森　※1 新装版タイトルは『千の夜を紡いで』
- 愛が足りない　※1 収録は文庫版『キャッチ！愛5』
- キャッチ!愛 全10巻 ※1
- 胸さわぎ天動説 全3巻 ※1
- チャンネル・0 全3巻 ※1
- 緋のエンブレム 全4巻 ※1
- Call me…!　※1 新装版タイトルは『キスで殺して』
- 白い指定席　※1 新装版タイトルは『恋のおくすり』
- 夜が笑う街　※1 新装版タイトルは『オニキスに口づけを』
- オニキスに口づけを ※1
- SとMの関係 ※1 新装版タイトルは『レディー・A』
- 風をください　※1 新装版タイトルは『千の夜を紡いで』
- 千の夜を紡いで ※1
- 桜物語　※1 新装版タイトルは『オニキスに口づけを』
- レディー・A ※1
- ビタミンMOEKO ※1 新装版タイトルは『恋のおくすり』
- あなたの胸で眠らせて　※1 新装版タイトルは『レディー・A』
- ハッピーエンドがいいの！　※1 新装版タイトルは『恋のおくすり』
- 雪の夜に聴かせて　※1 新装版タイトルは『千の夜を紡いで』
- 銀の雨音　※1 新装版タイトルは『キスで殺して』
- 涙の半分　※1 新装版タイトルは『レディー・A』
- セカンド・バージン　※1 新装版タイトルは『オニキスに口づけを』
- マルガリータをもう一杯　※1 新装版タイトルは『ニューヨークダスト』
- ニューヨークダスト ※1
- 夜毎のエデン　※1 新装版タイトルは『キスで殺して』
- 天使（エンジェル）プロジェクト　※1 新装版タイトルは『ニューヨークダスト』
- キスの距離 ※1 新装版タイトルは『キスで殺して』
- ベルベットのためいき　※1 新装版タイトルは『パティシエール』
- タイトロープの上と下　※1 新装版タイトルは『キスで殺して』
- キスで殺して　※1
- パーフェクトでいこう！　※1 新装版タイトルは『ニューヨークダスト』
- 心（ハート）は天国の3歩前【小説】
- 風を聴くイヴ 全2巻
- ハートフル・エステ　※1 新装版タイトルは『魔法の手』
- 花ごころ 全2巻
- 幸せにしてくれ　※1 収録は『魔法の手』
- レッド （原作：エリカ・スピンドラー）全7巻 ※1
- ウエディングへようこそ全3巻 ※掲載誌は講談社の『BE・LOVEパフェ』
- ガーディアン　※1 新装版タイトルは『魔法の手』
- ふりむけば猫（タマ）　※1 新装版タイトルは『月光のかけら』※掲載誌は講談社の『BE・LOVEパフェ』
- 危険な情熱　※1
- 女の賞味期限　※1 新装版タイトルは『危険な情熱』
- 専業主婦がキレるとき　※1 新装版タイトルは『危険な情熱』
- シンデレラの靴　※1 新装版タイトルは『危険な情熱』
- 月光のかけら ※掲載誌は講談社の『BE・LOVEパフェ』
- 愛が変わる日　※1 新装版タイトルは『オニキスに口づけを』※掲載誌は講談社の『BE・LOVEパフェ』
- 月見草の咲く夜に　※1 新装版タイトルは『月光のかけら』※掲載誌は講談社の『BE・LOVEパフェ』
- 遠い夏の日（原作：ジェニファー・ブレイク）
- 愛を告げる蘭（原作：リンゼイ・マッケンナ）
- 孤島の囚人（原作：スーザン・ウィッグス）
- パティシエール　※掲載誌は講談社の『BE・LOVEパフェ』

※1 同社より同名新装版あり

### 宙出版発行分
- 偽りの誘惑（原作：アマンダ・ブラウニング）
- 鏡の中の迷宮（原作：エマ・ダーシー）
- 華やかなアバンチュール（原作：アマンダ・ブラウニング）
- 結婚ラプソディー（原作：リンゼイ・スティーヴンス）
- スルタンの薔薇（原作：アレキサンドラ・セラーズ）
- 白雪姫の奇蹟（原作：シャーロット・ラム）
- 花嫁の値段（原作：ミシェル・リード）
- 悲しい約束（原作：ダイアナ・パーマー）
- 禁断のシナリオ（原作：アマンダ・ブラウニング）
- 復讐は甘美すぎて（原作：エマ・ダーシー）
- 生まれ変わったプリンセス（原作：バーバラ・ハネイ）
- ルージュの刻印（原作：アマンダ・ブラウニング）
- 婚約ワルツ（原作：バーバラ・マクマーン）
- ハートの秘密（原作：アイリーン・ウィルクス）
- 愛し方がわからなくて（原作：アイリーン・ウィルクス）
- 口づけは甘い罠（原作：アイリーン・ウィルクス）
- 涙がかれるまで（原作：タラ・T・クイン）
- 残酷な再会（原作：キャシー・ウィリアムズ）
- 恋する白雪姫（原作：キャロル・バック）
- 情熱をもう一度（原作：ノーラ・ロバーツ）
- 吐息の予感（原作：アン・ハンプソン）
- 唇に千の嘘（原作：リズ・グレイディ）
- 偽りの貴婦人（原作：バーバラ・カートランド）
- 砂漠に咲く恋（原作：シルヴィア・レンフロ）
- 王様のキス（原作：バーバラ・カートランド）
- 復讐は恋の媚薬（原作：アナ・マーラ）
- 恋の予感は突然に（原作：マリー・フォース）
- 恋の時計を戻して（原作：ブリー・トーマス）
- 買い取られた伯爵（原作：ベティーナ・クラハン）
- 億万長者はオークションがお好き（原作：キャスリン・ケント）
- 100万回のキスをきみの胸に（原作：ジャッキー・リー）
- スキャンダルは恋のはじまり（原作：カーラ・エリオット）
- 今宵、悪魔に身をゆだねて（原作：カーラ・エリオット）
- 伯爵のハートを盗むには（原作：カーラ・エリオット）
- 月影のシークと時告げの花の女神
- 綺羅星のシークと歌う泉の淑女
- 暁のシークと赤き宝玉の姫
- 2人のCEOとハイヒール
- 天使と悪魔とCEO
- 毒薬とハチミツとプリンス
- CEOと帰れないブレスレット

### ハーレクイン社発行分
- 伝説の恋人（原作：リン・グレアム）
- モンテカルロの愛人（原作：アビー・グリーン）
- 憎しみの代償（原作：リン・グレアム）
- 愛を禁じた理由（原作：アマンダ・ブラウニング）
- 気高き愛人（原作：ジャクリーン・バード）
- 禁断の恋人（原作：レベッカ・ウィンターズ）
- 別れは朝まで待って（原作：ジェイン・ポーター）
- 愛なんて信じない（原作：アマンダ・ブラウニング）
- 愛は罪よりも深く（原作：アン・ウィール）
- 眠れぬ夜はボスと（原作：キャロル・モーティマー）
- 幸せのそばに（原作：スーザン・フォックス）
- 5週間の仮面夫婦（原作：キャロル・モーティマー）
- ロスト・ラヴ（原作：キャロル・モーティマー）
- 暗闇のオアシス（原作：ヘレン・ブルックス）
- 一夜だけの身代わり（原作：サンドラ・マートン）
- かなわぬ初恋の夢（原作：イヴォンヌ・リンゼイ）
- 禁じられた片想い（原作：イヴォンヌ・リンゼイ）
- 誘惑つきの契約（原作：イヴォンヌ・リンゼイ）
- あなたに会えた奇跡（原作：ヘレン・ブルックス）
- シークレット・ブライド（原作：リサ・マンリー）
- 星は見ている（原作：ベティ・ニールズ）
- 愛は薄氷のうえに（原作：クリスティ・マッケラン）
- まぼろしのローマ（原作：ケイト・ヒューイット）
- 王と花摘みの花嫁（原作：ケイト・ヒューイット）
- ロスト・ラヴ（原作：キャロル・モーティマー[1]）
- 禁じられた片想い（原作：イヴォンヌ・リンゼイ）
- 誘惑つきの契約（原作：イヴォンヌ・リンゼイ）
- あなたに会えた奇跡（原作：ヘレン・ブルックス）
- シークレット・ブライド（原作：リサ・マンリー）
- 星は見ている（原作：ベティ・ニールズ）
- 愛は薄氷の上に（原作：クリスティ・マッケラン）
- まぼろしのローマ（原作：ケイト・ヒューイット）
- 王と花摘みの花嫁（原作：ケイト・ヒューイット）
- 秘めやかな恋の訪れ（原作：ペニー・ジョーダン）
- アイスレディ（原作：ペニー・ジョーダン）